# Almindelig tørvemos
Almindelig tørvemos (Sphagnum palustre) eller butbladet tørvemos er en art i slægten tørvemos. Den er udbredt i Europa og Asien, dele af Amerika, Australien og New Zealand. Den kan som andre arter i samme slægt optage det 30-dobbelte af sin egen tørvægt i vand ved hjælp af elastiske spiralfibre. Den forholdsvis hyppigt forekommende og vidt udbredte art vokser først og fremmest i fugtige skove, især nåleskove, men den er – i modsætning til andre i slægten – sjælden i højmoser.

## Beskrivelse
Almindelig tørvemos danner kraftige, op til 25 cm lange og lysegrønne til lysebrune planter. De centrale stængler er runde i tværsnit og måler 0,6-1,2 mm i diameter. Deres overhud (hyalodermis) er trelaget og rig på spiralformede fibre. De bredt afrundede til kantede stængelblade har en smal rand. På den centrale stængel sidder hoveder, bestående af 3-6 grene. Deres spidser er tydeligt farvede og knopagtige. De bærer ofte nogle mere eller mindre blege sidegrene, sådan at hovederne tilsammen kan minde om blomsterstanden hos edelweiss. De ægformede, hule blade er 1-2 mm brede og består af et netværk af trekantede, grønne celler, der er kendetegnet ved porer og spiraler. Sporekapslerne er næsten helt kuglerunde.

## Hjemsted
Almindelig tørvemos er udbredt i hele Europa og Asien, dele af Amerika, Australien og New Zealand, og alle steder er arten ret hyppigt forekommende. Den er knyttet til fugtige eller våde voksesteder, hvor den danner tæpper eller ophøjede tuer. Derfor ses den oftest i våde nåleskove og enge, men derimod kun sjældent i højmoser. På voksestederne finder man også frynset tørvemos (Sphagnum fimbriatum), fedtet tørvemos (Sphagnum subnitens) og udspærret tørvemos (Sphagnum squarrosum).
Den nordligste del af Apenninerne består af lave bjerge på under 2.000 m højde. Her er klimaet mildt med årlige temperaturudsving mellem 1 og 18 grader C. I 1.000 m højde falder der årligt mellem 1.400 og 2.300 mm regn. Her imellem 1.000 og 1.500 m højde har man skove, domineret af Almindelig Bøg, og her findes arten på våd bund sammen med bl.a. leverurt, alm. star, alpekogleaks, bredbladet kæruld, bukkeblad, engviol, ensidig tørvemos, næbstar, plydstørvemos, smalbladet kæruld, sodsiv og Star-arterne Carex stellulata, Carex tumidicarpa og Carex irrigua

## Galleri
|  |  |  |  |

## Note
1. ↑  Alessandro Petraglia og Marcello Tomaselli: Ecological profiles of wetland plant species in the northern Apennines (N. Italy) – vegetationen set i forhold til især næringsindhold og pH (på (engelsk)).